# Mario Davidovsky
Mario Davidovsky (ur. 4 marca 1934 w Buenos Aires, zm. 23 sierpnia 2019 w Nowym Jorku) – amerykański kompozytor  pochodzenia argentyńskiego.

## Życiorys
Pochodził z rodziny o korzeniach żydowskich. W wieku siedmiu lat rozpoczął naukę gry na skrzypcach. Początkowo studiował w Buenos Aires, gdzie ukończył Instituto Di Tella. Jego nauczycielami byli Guillermo Graetzer, Teodoro Fuchs, Ernesto Epstein i Erwin Leuchter. W 1958 roku wyjechał do USA, w 1960 roku osiadł w Nowym Jorku. Studiował w Tanglewood Music Center u Aarona Coplanda, poznał tam też Miltona Babbitta. Na Uniwersytecie Columbia był uczniem Otto Lueninga. Pracował w Columbia-Princeton Electronic Music Center, w latach 1981–1994 był dyrektorem tej instytucji. Wykładał na City College of New York, Uniwersytecie Columbia i Uniwersytecie Harvarda.
Laureat stypendiów fundacji Guggenheima, Rockefellera i Kusewickiego. Był członkiem Amerykańskiej Akademii Sztuki i Literatury. W 1971 roku otrzymał Nagrodę Pulitzera za utwór na fortepian i taśmę Synchronisms no. 6.

## Twórczość
W swojej twórczości łączył muzykę elektroniczną z tradycyjnym instrumentarium. Skomponował m.in. cykl utworów Synchronisms na różne zestawy instrumentów/głosy i taśmę (No. 1 na flet i taśmę 1963, No. 2 na flet, klarnet, skrzypce, wiolonczelę i taśmę 1964, No. 3 na wiolonczelę i taśmę 1965, No. 4 na chór męski lub mieszany i taśmę 1967, No. 5 na perkusję i taśmę 1969, No. 6 na fortepian i taśmę 1970, No. 7 na orkiestrę i taśmę 1973, No. 8 na kwintet dęty i taśmę 1974, No. 9 na skrzypce i taśmę 1988, No. 10 na gitarę i taśmę 1992, No. 11 na kontrabas i taśmę 2005, No. 12 na klarnet i taśmę 2006), Contraster No. 1 na orkiestrę smyczkową i taśmę (1960), Electronic Studies No. 1–3 (1961–1965), Divertimento na wiolonczelę i orkiestrę (1984), Consorts na orkiestrę symfoniczną (1980), Shulamit’s Dreams na sopran i orkiestrę (1993), Inflexions na orkiestrę kameralną (1965), Transientes na orkiestrę (1972), Pennplay na 16 instrumentów (1978), Chacona na trio fortepianowe (1971), 4 kwartety smyczkowe (1954, 1958, 1976, 1980), trio smyczkowe (1982), Capriccio na 2 fortepiany (1985), Scenes from Shir-ha-Shirim na sopran, 2 tenorów, bas, chór i orkiestrę (1975), Romancero na sopran, flet, klarnet, skrzypce i wiolonczelę (1983), Cantione Sine Textu na sopran i orkiestrę kameralną (2001), septet fortepianowy (2007), oktet Divertimento for 8 „Ambiguous Symmetries” (2015).